# El Dorado (álbum de 24kGoldn)
El Dorado  es el primer álbum de estudio del cantautor estadounidense 24kGoldn. Fue lanzado el 26 de marzo de 2021 por Records, LLC y distribuido por Columbia Records. Sigue a su proyecto y obra extendida debut, Dropped Outta College, que se lanzó a finales de 2019. El álbum incluye la canción, "Mood", que alcanzó el puesto número uno en el Billboard Hot 100 de Estados Unidos. Incluye apariciones especiales como DaBaby, Future, Swae Lee e Iann Dior.
El título del álbum fue confirmado por 24kGoldn ya en septiembre de 2020, mientras que "Mood" alcanzó su máximo éxito.

## Sencillos
El 24 de julio de 2020, 24kGoldn lanzó el sencillo principal del álbum, "«Mood", con el también cantante y compositor estadounidense Iann Dior, que se convirtió en la primera canción de ambos artistas en aparecer en el Billboard Hot 100. También alcanzó el primer lugar del dicha tabla. Fue seguido con el segundo sencillo, "Coco", con el rapero estadounidense DaBaby, que fue lanzado el 4 de diciembre de 2020. El tercer sencillo, "3, 2, 1", fue lanzado el 19 de febrero de 2021.

## Lista de canciones
| El Dorado track listing |                        |                |          |  |
| N.º                     | Título                 | Producer(s)    | Duración |  |
| 1.                      | «The Top»              | Harris         | 3:16     |  |
| 2.                      | «Company» (con Future) | Nick Mira      | 3:33     |  |
| 3.                      | «Love or Lust»         | Bell           | 2:56     |  |
| 4.                      | «Outta Pocket»         | Mira           | 2:27     |  |
| 5.                      | «Coco» (con DaBaby)    | 94Skrt         | 2:22     |  |
| 6.                      | «Butterflies»          | Fedi           | 3:40     |  |
| 7.                      | «Breath Away»          | Lang           | 2:51     |  |
| 8.                      | «Yellow Lights»        | 94Skrt         | 2:26     |  |
| 9.                      | «3, 2, 1»              | Internet Money | 2:12     |  |
| 10.                     | «Empty» (con Swae Lee) | Mira           | 2:43     |  |
| 11.                     | «Cut It Off»           | Fedi           | 2:35     |  |
| 12.                     | «Don't Sleep»          | Ilya           | 3:27     |  |
| 13.                     | «Mood» (con Iann Dior) | KBeazy         | 2:21     |  |

## Posicionamiento en lista
| Lista (2021)                 | Mejor posición |
| ---------------------------- | -------------- |
| Bélgica (Ultratop flamenca)  | 124            |
| Irlanda (IRMA)               | 85             |
| Italian Albums (FIMI)        | 77             |
| Noruega (VG-lista)           | 9              |
| Países Bajos (Album Top 100) | 83             |